# 27. pehotni polk (Italija)
27. pehotni polk  Pavia  je bil pehotni polk Kraljeve italijanske kopenske vojske.

## Zgodovina
Med prvo svetovno vojno je bil polk nastanjen na soški fronti, medtem ko je bil polk med drugo svetovno vojno (1940-42) nastanjen v Severni Afriki.